# Coffee
«Coffee» — песня американского певца Мигеля (при участии рэпера Wale), вышедшая 4 мая 2015 года с третьего студийного альбома Wildheart. Авторами песни выступили Brook Davis, Miguel Pimentel (Мигель).
Песня получила положительные отзывы и была номинирована на премию «Грэмми-2016» в категории Лучшая R&B-песня
.
Песня достигла позиции № 28 в чарте Billboard R&B в 2015 году.

## Отзывы
Песня получила положительные отзывы музыкальной критики и интернет-изданий, например,
Pitchfork Media назвал её лучшим новым треком, а журнал Rolling Stone поставил «Coffee» на позицию № 27 в его Списке лучших 50 песен 2015 года.
Музыкальное видео вышло 16 июня 2015 года.

## Чарты

### Еженедельные чарты
| Чарт (2015)                                | Высшая позиция |
| ------------------------------------------ | -------------- |
| (ARIA)                                     | 78             |
| Бельгия/Фландрия (Ultratip Bubbling Under) | 69             |
| Великобритания (OCC UK Singles)            | 97             |
| США (Billboard Hot 100)                    | 78             |
| США (Billboard Hot R&B/Hip-Hop Songs)      | 28             |